# Alfa Cívis 18
Az Alfa Cívis 18 egy városi csuklós alacsony padlós autóbusz. Szóló változata az Alfa Cívis 12, melytől  több dologban különböznek. Ezek a buszok Lengyelországban készültek , és sokkal jobb minőségű a szóló társaiknál. Nem tapasztalható, hogy a kátyús utakon az utastéri borítások rezegnek, zörögnek. A busz a 7700-as alapmodellre épül, de mivel több módosítás is található benne, a hivatalos típusneve nem Volvo 7700.

## Méretei
- Teljes hossz: 18 044 mm
- Jármű magasság radiátor burkolattal 3205 mm
- Tengelytáv A-B: 5190 mm
- Mellső kinyúlás: 2664 mm
- Hátsó kinyúlás: 3435 mm
- Mellső rész hátsó kinyúlás: 1,885 mm
- Hátsó rész mellső kinyúlás: 4,870 mm
- Jármű szélesség: 2550 mm
- Kerekek: 275 / 70 – R 22,5
- Keréktárcsa mérete: 7.5 x 22,5
- Belépő magasság: 340 mm
- Ülőhely száma: 41 + 1
- Állóhely száma: 123 (8 fő/m²)

## Motor, váltó
Motor
- Típus: VOLVO D9B310
- 6 hengeres, 4 ütemű, turbófeltöltős, intercooleres és elektronikusan szabályozott
- Hengerűrtartalom: 9360 cm3
- Maximális teljesítmény: 228 KW/ 1700 1/ min ISO 1585 szerint
- Maximális nyomaték: 1400Nm/1100-1500 1 /min ISO1585 szerint
- Emissziós szint: Euro  5

Automatikus váltó
- ZF 6HP604 teljesen automatizált 6 sebességes intarderrel egybeépítve.
- Váltó-előválasztó: 3 gombos

## Felfüggesztés és kormányzás
Teljesen elektronikusan szabályozott felfüggesztés. Mellső alacsony merev portál felfüggesztés. Elől 2 db, a középső tengelyen és a hajtott tengelyen 4 db légrugóval. Hidraulikus lengéscsillapítókkal felszerelve, valamint a rendszer szintezéssel és oldalra térdeplő funkciókkal van ellátva.

## Előfordulása
A típuscsalád ezen változata Debrecenben közlekedik. 2009-ben gyártották, amikor a DKV vette át az autóbuszközlekedés üzemeltetését. Egyedi jármű, tehát máshol nem található meg. A buszok tulajdonosa az Inter Tan-Ker, rendszámuk LMG-101-től LMG-140-ig terjed. Jelenleg az LMG-135, 137, és 139 van utasforgalomban